# Báthory
Báthory, mađarska velikaška obitelj iz roda Gut-Keleda, koja je imala posjede u Erdelju. Jedan ogranak obitelji s pridjevkom de Ecséd imao je posjede u srednjovjekovnoj Hrvatskoj. Spominje se još u 11. stoljeću, ali je kao posebna obitelj utemeljena u 13. stoljeću. U Hrvatsku ih je naselio hrvatsko-ugarski kralj Matija Korvin (1458. – 1490.), koji im je predao kaštel Raču s imanjima na obje obale rijeke Save te kaštel Karlovce, posjede izumrle rođačke obitelji Morovičkih. Posjedi su ostali u vlasništvu obitelji sve do prodora Osmanlija u te krajeve. Posljednji vlasnik Srijemskih Karlovaca bio je ugarski palatin Stjepan Báthory († 1531.), koji je napustio grad 1521. godine, prije turske opsade Beograda. Bio je od 1526. godine posjednik vlastelinstva i grada Varaždina.
Obitelj Báthory dobila je u posjed grad Zdence s vlastelinstvom i trgovištima Gornji i Donji Zdenci u Križevačkoj županiji. Dali su brojne istaknute pojedince. Stjepan II. († 1493.) istaknuo se 1479. godine pobjedom protiv Osmanlija kraj Kenyérmezőa, a Stjepan IV. (1533. – 1586.) je okrunjen 1575. godine za poljskog kralja. Njegov brat Kristof naslijedio ga je na položaju erdeljskog vojvode (1576. – 1581.). Još jedan značajan član obitelji bio je Andrija (1562. – 1599.) koji je 1584. godine imenovan kardinalom, 1587. biskupom Ermlanda, a 1599. godine erdeljskim vojvodom. Najznamenitiji član obitelji bio je Kristofov brat Žigmund (1573. – 1613.), erdeljski vojvoda (1586. – 1598. i 1601–1602.), koji je u savezu s Habsburgovcima pripremao rat protiv Osmanlije, osvojio Vlašku i Moldaviju zajedno sa Stjepanom Bocskayem te porazio Osmanlije 1595. godine kod Giurgewa. Kasnije je predao Erdelj caru i kralju Rudolfu II. u zamjenu za neke posjede u Šleskoj, a nakon neuspješnog pokušaja povratka u Erdelj, umro je u Pragu. Njegov bratić Gábor (1589. – 1613.) vladao je Erdeljom kao knez od 1608. godine, a ubili su ga hajduci.
Zloglasna pripadnica obitelji bila je grofica Elizabeta Báthory (1560. – 1614.), poznata kao Krvava grofica, koja je u svom dvorcu ubijala mlade djevojke i kupala se u njihovoj krvi kako bi se pomladila. Bila je inspiracija za vampirske priče.

## Vanjske poveznice
- Báthory Hrvatska enciklopedija
- Báthory Proleksis enciklopedija
- Báthory Hrvatski biografski leksikon